# Prasophyllum trifidum
Prasophyllum trifidum är en orkidéart som beskrevs av Herman Montague Rucker Rupp. Prasophyllum trifidum ingår i släktet Prasophyllum och familjen orkidéer. Inga underarter finns listade i Catalogue of Life.